# Austrolebias jaegari
Austrolebias jaegari är en fiskart som beskrevs av Costa och Cheffe 2002. Austrolebias jaegari ingår i släktet Austrolebias och familjen Rivulidae. Inga underarter finns listade.